# 杨万明 (法官)
杨万明（1961年1月—），男，汉族，山西昔阳人，中华人民共和国法官。吉林大学经济法专业毕业，研究生学历，法学硕士学位。现任最高人民法院党组成员、副院长、审判委员会委员、第一巡回法庭分党组书记、庭长，二级大法官。第十三届全国人民代表大会北京地区代表。

## 生平
1977年8月参加工作。1979年，在吉林大学法律系学习。1983年起，在最高人民法院刑一庭任书记员、助理审判员。1986年4月加入中国共产党。1992年起，在最高人民法院人民法院报社任总编辑助理、副社长。2000年起，在最高人民法院任刑一庭助理审判员、刑二庭审判员、刑二庭副庭长、办公厅副主任。2005年起，任最高人民法院刑四庭庭长、刑一庭庭长、审判委员会委员。
2016年1月，任北京市高级人民法院党组书记、院长。2018年2月24日，当选为第十三届全国人大代表。6月22日，被任命为最高人民法院副院长。